# 柬埔寨民族团结党
柬埔寨民族团结党是柬埔寨历史上的一个政党，由红色高棉于1992年11月30日（柬埔寨过渡时期联合国权力机构执政期间）建立。该党由乔森潘和宋成领导。1993年后，该党取代民主柬埔寨党，并接替其领导民主柬埔寨国民军。该党在成立时声称其目标是“致力于实现多党自由民主。”该党的电台被称为柬埔寨民族大团结阵线之声，直到1994年7月被柬埔寨民族团结救国临时政府电台取代。
尽管该党起初表示希望参加1993年柬埔寨大選，但红色高棉很快与柬埔寨过渡时期联合国权力机构发生各种争执，最终他们决定抵制选举。随后，柬埔寨过渡时期联合国权力机构决定不在红色高棉控制的地区举行选举。当时，柬埔寨约有6%的人口生活在红色高棉控制的地区。1994年7月，柬埔寨政府宣布民主柬埔寨党为非法组织，随后红色高棉建立“柬埔寨民族团结救国临时政府”。
1996年8月，英萨利及其在柬埔寨西北部的追随者脱离红色高棉，并成立民主民族联盟运动。1997年5月，乔森潘脱离红色高棉，并成立高棉民族团结党。不久，柬埔寨民族团结党瓦解。